# Human Rights Foundation
La Human Rights Foundation es una organización sin fines de lucro cuya misión es “garantizar que dicha libertad se preserve y se promueva” en el continente americano. La fundación de los derechos humanos fue creada en 2005 por el venezolano Thor Halvorssen Mendoza. La oficina principal se encuentra en la ciudad de Nueva York. El 1 de julio de 2024, Yulia Naválnaya fue elegida presidenta de Human Rights Foundation, sucediendo en el puesto a Garri Kaspárov.

## Organización
Su definición de los derechos humanos se centra en los ideales esenciales de libertad y la libre determinación, la libertad de tiranía y los derechos de propiedad.
El sitio web de la fundación declara que se adhiere a la definición de los derechos humanos como lo plantea el Pacto internacional de derechos civiles y políticos (1976), creyendo que todos los individuos tienen derecho a hablar libremente, el derecho a adorar de la manera que quieran, el derecho de juntarse o asociarse libremente con personas de idea afines, el derecho a adquirir y disponer de propiedades, el derecho de salir y entrar de su país, el derecho a la igualdad de trato y debido proceso bajo la ley, el derecho de poder participar en el gobierno de su país, la libertad de detenciones o exilios arbitrarios, la libertad de esclavitud y tortura y la libertad de interferencia y coerción en asuntos de conciencia.
La Human Rights Foundation señala que opera de forma transparente. Declara que hace pública todas sus búsquedas y que está abierta a aceptar nueva información y críticas que puedan socavar sus posiciones.
La junta de directores de HRF son Thor Halvorssen (presidente y CEO), Ron Jacobs, Robert L. Pfaltzgraff, Jr y Robert A. Sirico.
Es guiada y aprobada por un Consejo Internacional que incluye a los ex presos políticos Vaclav Havel, Vladímir Bukovski, Palden Gyatso, Ramón José Velásquez, Elie Wiesel, y Harry Wu, así como el gran maestro del ajedrez Garri Kaspárov, el ex primer ministro estonio Mart Laar, el comentarista político Álvaro Vargas Llosa, y el profesor de política pública James Q. Wilson. El jurista y profesor de derecho Kenneth Anderson también esta en su Consejo Internacional. Anderson fue el director fundador de la vigilancia de los derechos humanos en la división de armas (Human Rights Watch Arms Division) y más tarde el consejero general de Open Society/ Soros Foundations.

## Fundación
HRF señala que las donaciones se aceptan "con una comprensión categórica de que la fundación tiene la libertad de rebuscar e investigar independientemente del lugar en el que estas investigaciones pueden dar lugar o a qué conclusiones puede llegar la HRF." También añaden: "Si un individuo o una fundación ha contribuido a la labor de la HRF, esto no significa necesariamente que la HRF respalda dicho individuo o los puntos de vistas u opiniones de dichas fundaciones. En lenguaje sencillo: Estamos muy agradecidos, privilegiados y orgullosos de recibir apoyo, esto quiere decir que nuestra misión y trabajo están siendo aprobadas. Esto no significa, sin embargo, que respaldamos los puntos de vistas de aquellos que nos apoyan. "
La HRF no publica los nombres de sus donantes. Su sitio web declara las siguientes razones: "Algunos proveedores de fondos no desean ser conocidos por temor a represalias, otros no desean darse a conocer porque no quieren ser abordados por otros grupos u organizaciones solicitándoles donaciones, y otros no desean que se sepan sus nombres, ya que pueden, en última instancia, estar en desacuerdo con las decisiones y declaraciones públicas de la HRF. "
En 2009, la HRF recibió una subvención de 35.000 dólares de la Fundación Bradley, como lo hizo en el 2007. En 2007, la HRF recibió una beca de la Fundación John Templeton por 171.600 dólares hacia un programa llamado "La nobleza del espíritu humano y el poder de la libertad "</ref>, una beca de la Fundación Sarah Scaife de 100.000 dólares hacia las operaciones en general y $ 20.000 de la Shelby Cullom Davis Foundation. En 2009 la HRF organizó un evento de derechos humanos en Oslo, Noruega, bajo el nombre de Oslo Freedom Forum. El evento fue apoyado por una beca de 34.000 dólares del gobierno de Noruega.
En 2011, los patrocinadores incluyen la ciudad de Oslo, Color Line AS, la Fundación Thiel, el Ministerio de Asuntos Exteriores de Noruega, Fritt Ord, el Centro Nobel de la Paz, Helly Hansen, y Voss agua.
En 2014, la HRF recibió una beca de la Fundación John Templeton por $ 1,000,000 hacia un programa llamado "Hablando Libremente", un proyecto de investigación jurídico comparativo de la HRF-Centro para el Derecho y la Democracia, que busca informar mejor a los tomadores de decisiones en todo el mundo y lo global pública sobre el valor de un estándar de la libertad de expresión de alto.
HRF también es apoyado por la Fundación Brin Wojcicki, que fue creado por el cofundador de Google Sergey Brin y analista de la biotecnología Anne Wojcicki.

## Abogacía

### Bolivia
HRF participó como observador internacional, durante el controvertido referéndum de autonomía de Santa Cruz, 2008 La HRF también produjo varios informes sobre el linchamiento político en Bolivia y el asalto a la libertad de expresión.
HRF-Bolivia se estableció en 2007. En su blog, la HRF-Bolivia afirma que es un grupo independiente y que "colabora" con la HRF. Ninguno de los directores de la HRF-Bolivia aparece en la junta o consejo de la principal organización HRF en los EE.UU. La HRF-Bolivia ha publicado varios informes sobre las violaciones de los derechos humanos en Bolivia.
En la primavera de 2009, Hugo Achá, presidente de la HRF-Bolivia en ese entonces, fue acusado por las autoridades bolivianas de vínculos con el supuesto grupo de insurrectos armados liderado por Eduardo Rozsa-Flores. Hablando desde los Estados Unidos, Achá negó cualquier participación y dijo que apenas había conocido a Rozsa porque se le había acercado en su función como periodista, en solicitud de información relacionada con los derechos humanos. Ignacio Villa Vargas, testigo clave que había implicado a Achá, más tarde afirmó que había sido torturado y, por la fuerza, había firmado una declaración preparada para él por un funcionario oficial boliviano que procesaba el caso. El fiscal desestimó estas declaraciones como falsas. Juan Carlos Gueder, otro testigo que se decía que había hecho declaraciones que unían a Acha con el grupo, posteriormente se retractó, diciendo que había sido torturado y obligado a implicar a los demás. Un defensor del pueblo Boliviano encontró en enero del 2010 que Mario Tadic, un tercer socio de Rozsa-Flores, que había implicado a Achá, dijo también que había sido torturado por la policía.
En junio de 2009 tres de los siete miembros de la junta de los fundadores de la HRF-Bolivia renunciaron. [61] Posteriormente una nueva junta directiva se formó y nombraron como presidente a Lidia Gueiler Tejada, un expresidente boliviano que fue derrocado en un golpe militar de derecha de Estado en 1980.

### República Dominicana
HRF produjo y proporcionó los fondos para el documental "The Sugar Babies: La difícil situación de los hijos de trabajadores agrícolas en la Industria Azucarera". Fue proyectado por primera vez en la Florida International University el 27 de junio de 2007. El documental trata sobre el tráfico de humanos de haitianos en la República Dominicana señaló la protesta de los hermanos Fanjul, uno de los mayores beneficiarios del tráfico de seres humanos mostrado en la película, con un imperio azucarero que empequeñece la US Sugar Corporation.

### Ecuador
En marzo del 2008 la HRF le escribió al presidente ecuatoriano, Rafael Correa, para pedir la liberación de la encarcelada, gobernadora de la provincia de Orellana, Guadalupe Llori implicando que los cargos en su contra tenían motivaciones políticas. [23] Más tarde en marzo, Amnistía Internacional declaró que la gobernadora Guadalupe Llori puede ser una prisionera de conciencia y una prisionera política [24] y en junio la HRF declaró que la consideraban ambas cosas. De acuerdo a la HRF Llori fue encarcelada bajo falsos cargos de terrorismo por el gobierno. Ella fue enviada a la prisión El Inca, donde permaneció durante unos diez meses. HRF presentó una comunicación con el Grupo de Trabajo de la ONU sobre la Detención Arbitraria, pidiéndole que active el procedimiento de su acción urgente y que mande una apelación al Gobierno del Ecuador para la liberación inmediata de la prisionera política Guadalupe Llori. La HRF la visitó en la cárcel. Fue finalmente liberada después de una intensa campaña internacional y se acredita a la HRF su liberación. Ella fue re-electa como gobernadora de Orellana en abril de 2009.

### Haití
Después del terremoto de 2010 que tuvo lugar en Haití, la HRF inició una campaña de recaudación de fondos entre las celebridades de Hollywood y de deportes para un programa de alimentos destinados a los niños de la comunidad St. Clare’s de Port Au Prince. El programa se inició en el 2000 por la autora estadounidense Margaret Trost y por Gerard Jean-Juste, un exprisionero de conciencia que forma parte de Amnistía Internacional, quien sirvió como sacerdote en la comunidad St. Clare’s. La campaña de la HRF incluyó a Kelsey Grammer de Frasier, Patricia Heaton de Everybody Loves Raymond, Gary Sinise de Forrest Gump, Angie Harmon de Baywatch Night, y el esquinero de la NFL Jason Sehorn. La campaña estaba destinada para proporcionar 160.000 comidas para los niños. 

### Honduras
Tras el golpe de Estado de Honduras 2009 que derrocó al presidente Manuel Zelaya, la HRF pidió a todos los miembros de la Organización de Estados Americanos la aplicación de la Carta Interamericana Democrática y la suspensión del gobierno que derrocó al presidente Zelaya. El presidente de la HRF, Armando Valladares, renunció el 2 de julio de 2009 en respuesta a la posición de la HRF en el golpe de Honduras. El nuevo presidente de la organización es el poeta y expresidente checo Vaclav Havel.
En noviembre de 2009, la HRF publicó un informe titulado "Los hechos y el derecho detrás de la crisis democrática en Honduras 2009", en el que concluyó que la Organización de Estados Americanos había actuado correctamente en la activación de la Comisión Interamericana de la Carta Democrática, e incorrectamente en sus acciones diplomáticas para revertir el golpe militar. El informe también concluye que la OEA se comportó como un agente de Zelaya antes del golpe de Estado y que Zelaya había estado erosionando la democracia hondureña.

### Venezuela
La Human Rights Foundation publicó cuatro informes en noviembre de 2006, sobre todos los casos que estudian las violaciones de derechos humanos en Venezuela. En enero de 2008, una investigadora de la HRF, Mónica Fernández, fue abaleada y herida en Caracas, en lo que la policía describió como un robo a mano armada. in what the police described as an armed robbery. En octubre de 2007 la HRF creó un blog llamado "Caracas Nine" para resaltar "la situación de los nueve venezolanos que abrieron sus mentes y pagaron el precio", para enero del 2010, ya se habían elegido seis venezolanos para que formaran parte de la campaña “Caracas Nine” Como parte de la campaña Caracas Nine, la HRF declaró a Francisco Usón como preso de conciencia en diciembre de 2006. En noviembre del 2009, la Corte Interamericana de Derechos Humanos ordenó a Venezuela Que se anulara el caso contra Francisco Usón, por violaciones a la libertad de expresión y al debido proceso. El tribunal también ordenó al Estado venezolano que pagara $ 100,000 en daños y perjuicios a Usón.
En 2007, la HRF protestó el rechazo a renovar la licencia de la estación de radiodifusión de televisión RCTV por el gobierno. La HRF ha creado un sitio web que ofrece información y un vídeo sobre la censura, en relación con esto. La Comisión Interamericana de Derechos Humanos expresó su preocupación sobre el fallo de renovación de la licencia. La campaña contra la negación de la renovación de la licencia-extensamente vista por la comunidad de derechos humanos como un "cierre", incluyen a Amnistía Internacional, Human Rights Watch, Freedom House, el Comité para la Protección de Periodistas, el World Press Freedom Committee, y otras numerosas organizaciones de derechos humanos y periodismo.

### China
En 2011, la HRF anunció su membresía en el Comité Internacional de Apoyo a Liu Xiaobo. El comité está formado por una "coalición integrada por seis ganadores del Premio Nobel de la Paz y 15 organizaciones no gubernamentales", formado para defender y abogar por la liberación de los 2010 del Premio Nobel de la Paz Liu Xiaobo y su esposa Liu Xia, ambos detenidos en China.

### Cuba
En septiembre de 2012, fundador de la HRF, Thor Halvorssen, escribió una carta abierta a Ted Marlow, CEO de Urban Outfitters, instándolo a reconsiderar la venta de Urban Outfitters del Che Guevara mercancía blasonado "por el bien de los miles que murieron en la revolución cubana, y por el bien de los 11 millones de cubanos que aún perdure un sistema totalitario". Se informó que en octubre de 2012 Urban Outfitters retira la mercancía en respuesta a la indignación.
En mayo de 2013, la HRF recibió el Premio Havel Václav para Creative Dissent a Las Damas de Blanco (Las Damas de Blanco). En 2015, el premio fue otorgado a Danilo Maldonado, El Sexto, un artista de grafiti cubano y activista que fue detenido en diciembre de 2014 para tratar de poner en escena una obra de arte de performance en el centro de La Habana.

### Guinea Ecuatorial
En 2012, la HRF anunció que estarían expandiendo su enfoque de las Américas para incluir Guinea Ecuatorial, así como Kazajistán y Singapur, diciendo que "ahora tienen por objeto poner de relieve los abusos en tres países más cuyos gobiernos disfrutar sorprendentemente buena publicidad, ocultando sus crímenes con sofisticada campañas de relaciones públicas, y la ayuda de los cuadros de los apologistas ". En agosto de 2012, la HRF pidió el expresidente estadounidense Bill Clinton, que de acuerdo a los documentos de impuestos es el "presidente honorario" de la Fundación Leon H Sullivan, de revocar la decisión de la fundación para que Teodoro Obiang para acoger la Cumbre Sullivan. De Clinton, dijo Halvorssen "la esposa de Clinton es la secretaria de Estado ... Parece sorprendente que iba a dejarse tan estrechamente asociado con un dictador vil." En 2013, después de la campaña GRFs, la Fundación Sullivan cerró sus puertas.

### Kazajistán
En octubre de 2012, la HRF hizo circular una carta al Congreso de Estados Unidos que detalla los crímenes de Nursultan Nazarbayev, el presidente de Kazajistán, a saber, los de la Masacre de Zhanaozen el 16 de diciembre de 2011. En respuesta a esta carta, la HRF fue amenazado con una demanda de cabildero de Kazajistán. En noviembre de 2012, la HRF y UN Watch invita a los activistas de Venezuela, Pakistán y Kazajistán a hablar de violaciones de derechos humanos en sus países.
En diciembre de 2013, la HRF presentó una petición a la Relatora Especial de las Naciones Unidas sobre la promoción y protección del derecho a la libertad de opinión y de expresión, solicitando que se inicie el proceso de la carta de denuncia al gobierno de Kazajistán en relación con la represión de diciembre de 2012 en medios de comunicación independientes K-plus, Stan TV, Respublika y Vzglyad. La petición pidió a la Relatora Especial de la ONU para pedir que el gobierno de Kazajistán entregar, entre otras cosas, "una respuesta oficial y completa sobre violación del Estado de su obligación internacional en virtud de los artículos 19 y 20 del Pacto Internacional de Derechos Civiles y Políticos ( PIDCP), específicamente en el caso de los procedimientos judiciales contra K-plyus, Stan TV, Respublika y Vzglyad ".

### Corea del Norte
En 2015, la Fundación de Derechos Humanos ha ayudado a organizar y financiar una caída de globo de 10.000 ejemplares de una versión editada de la película The Interview sobre Corea del Norte. Anteriormente, la Fundación de Derechos Humanos "ha financiado gotas globo de folletos, programas de televisión, libros y películas durante un transcurso de varios años, aunque nada tan alto perfil y crudamente menospreciar a Kim Jong Un como es la entrevista."

### Panamá
En febrero de 2011, Francisco Gómez Nadal y María Pilar Chato - ambos periodistas y voluntarios en la organización de derechos humanos, Human Rights Everywhere (HREV) - fueron arrestados durante el seguimiento de una pequeña demostración de los pueblos indígenas Ngäbe y Buglé protestan contra la reforma hecha al Mineral Recursos Código de Panamá.
En su informe sobre el caso HRF estableció que la "repatriación voluntaria" de Gómez Nadal y Pilar Chato llevó a cabo sin las garantías del debido proceso y violó la prohibición de la expulsión arbitraria de extranjeros, establecida en el artículo 22.6 de la Convención Americana sobre Derechos Humanos y el artículo 13 del Pacto Internacional de Derechos Civiles y Políticos.

### Pakistán
En diciembre de 2011, la HRF presentará un informe jurídico al Relator Especial de las Naciones Unidas sobre la Violencia contra la Mujer que examinaron deficiencias de Pakistán en el cumplimiento de su obligación de prevenir la violencia contra las mujeres. HRF informe jurídico concluye que Pakistán debe hacer un esfuerzo importante para garantizar que la legislación para prevenir la violencia y la discriminación contra las mujeres se aplica en todos los niveles; que los programas de gobierno y de la sociedad civil se aplican eficazmente, con un foco importante en las zonas rurales; y que la educación sobre los derechos universales y la igualdad de protección ante la ley llega a hombres y mujeres por igual.
En septiembre de 2012, la HRF presentó una petición y el informe jurídico de la Relatora Especial de las Naciones Unidas sobre la Violencia contra las Mujeres que solicitan que envíe una carta de denuncia al gobierno de Pakistán con respecto a su falta de diligencia debida en el caso de Mukhtar Mai, un ser humano de Pakistán activista de los derechos y la víctima de una violación en grupo violento en 2002.

### Rusia
En febrero de 2012, tres miembros de Pussy Riot realizaron una "oración punk" en la Catedral de Cristo Salvador en Moscú en protesta de la Iglesia Ortodoxa Rusa, que apoyó abiertamente a Putin mientras hacía campaña para la reelección presidencial.
Como resultado de ello, en marzo de 2012 las tres mujeres -Nadezhda Tolokónnikova, María Aliójina y Yekaterina Samutsevich- fueron arrestados y acusados del delito de "Vandalismo motivado por odio religioso". El 17 de agosto de 2012, que fueron declarados culpables y condenados a dos años de prisión.
El 16 de agosto de 2012, la HRF publicó un informe jurídico al concluir que "Rusia no demostró que su interferencia con [de Pussy Riot] la libertad de expresión -la detención, confinamiento, juicio penal, la condena y la pena de prisión de dos años- fue prescrito por la ley, persigue un objetivo legítimo, y era necesario para alcanzar dicho objetivo. El informe concluye: "Rusia ha violado la norma europea de la libertad de expresión que se requiere para cumplir con el marco del Convenio Europeo de Derechos Humanos". El 17 de agosto de 2012, presidente de la HRF Garri Kaspárov fue detenido y golpeado por la policía frente al tribunal en Moscú, donde el juicio contra tres miembros de Pussy Riot estaba teniendo lugar.

### Suazilandia
En 2014 la HRF invitó Swazi abogado de derechos humanos Thulani Maseko a hablar en el Oslo Freedom Forum. Más tarde fue encarcelado por difamar sistema de justicia del Rey. Después de una campaña internacional de comunicación sostenida, Maseko fue finalmente liberado.

### Uganda
En 2009, un proyecto de ley que aumentaría la discriminación contra los homosexuales reapareció en Uganda y fue llevado ante el Parlamento de Uganda. La Human Rights Foundation y fundador Thor Halvorssen han condenado el proyecto de ley.

## Congresos y eventos

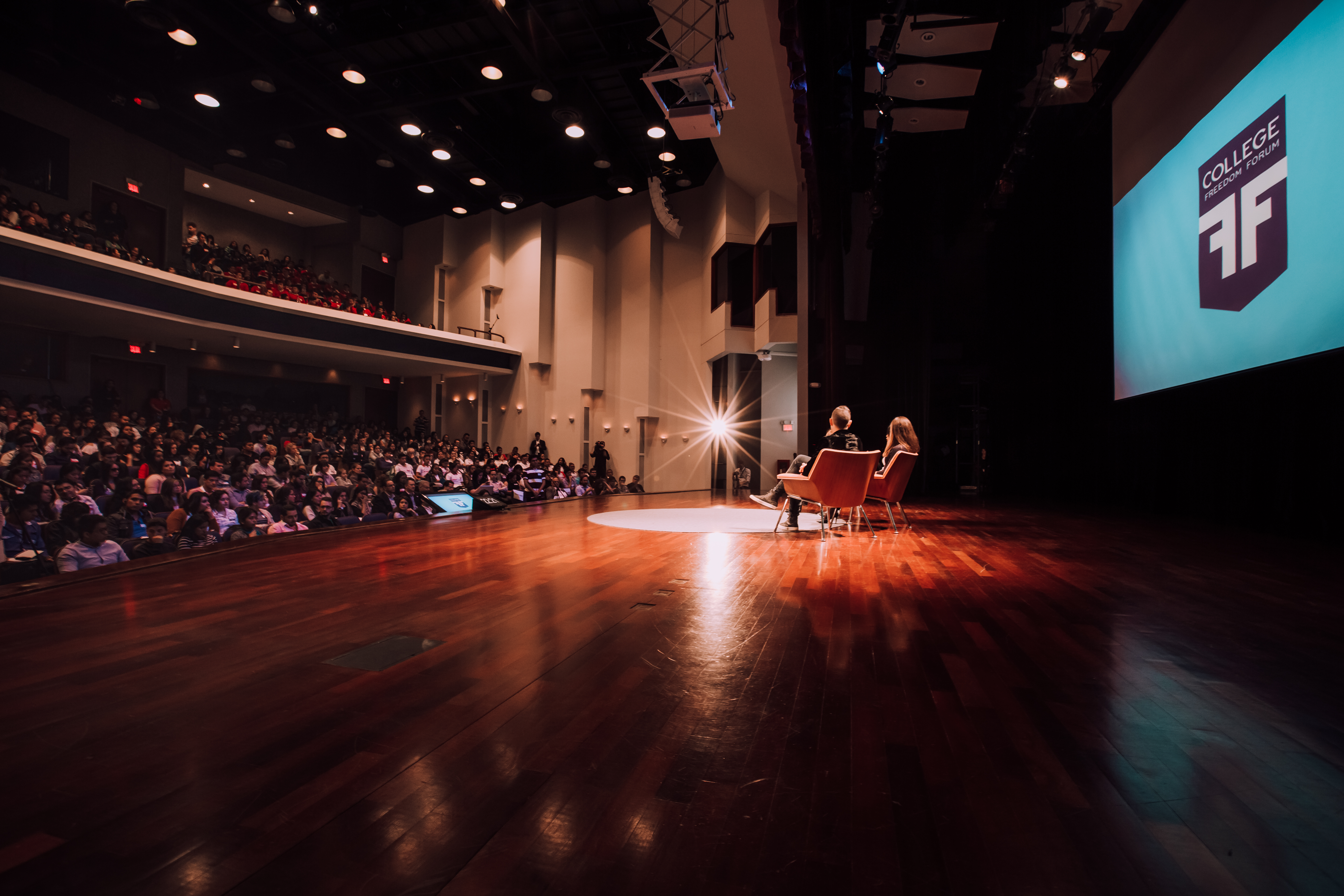
Foro “Libertad Universitaria” en la Universidad Francisco Marroquín, Guatemala 2017

### Hack North Korea
En 2014, la HRF organizó Hack North Korea, un encuentro de Área de la Bahía tecnólogos, inversionistas, ingenieros, diseñadores, activistas y desertores norcoreanos que tuvo como objetivo generar nuevas ideas para conseguir información en Corea del Norte.

### Colegio Foro
El Foro de Colegio (CFF) es una serie de eventos de un día diseñado para educar e iluminar a los estudiantes acerca de los derechos individuales y la democracia en todo el mundo. Cada CFF ofrece presentaciones y una oportunidad para que los estudiantes y los miembros del público para interactuar con los altavoces uno a uno y durante una sesión de preguntas y respuestas.
Los eventos se han celebrado en la Universidad de Yale, la Universidad de Tufts, y la Universidad de Colorado en Boulder.

### Oslo Freedom Forum
Con el apoyo de la ciudad de Oslo y de la John Templeton Foundation. La HRF organizó el Foro de la Libertad de Oslo (Oslo Freedom Forum) en mayo de 2009, donde la libertad, la democracia y los activistas de derechos humanos, tales como Park Sang-hak, expresaron sus opiniones acerca de los derechos humanos en el mundo de hoy. Otros participantes incluyeron al autor Jung Chang, el sobreviviente del holocausto Elie Wiesel, el monje budista Palden Gyatso, el director de Amnistía Internacional de Noruega John Peder Egnaes, Sarah Ferguson duquesa de York, y Harry Wu.
Su 2010 evento es apoyado por el gobierno noruego, Amnistía Internacional, el Comité Noruego de Helsinki y el Centro Nobel de la Paz entre otros.

### Consejo de Derechos Humanos de las Naciones Unidas
En noviembre de 2012 y 2013, la HRF co-organizó un evento en la sede de Naciones Unidas en Nueva York con la organización con sede en Ginebra UN Watch. Los eventos se centraron en la sensibilización de la elección de los regímenes autoritarios y totalmente autoritarios competitivos al Consejo de Derechos Humanos de la ONU. HRF trajo activistas de derechos humanos de diferentes países a declarar sobre los abusos cometidos por sus respectivos gobiernos.

### Foro de San Francisco
En octubre de 2012, la Fundación de Derechos Humanos acogió la primera Foro de Libertad San Francisco, que fue descrito como "una convergencia única de-pro voces por la libertad." El evento fue apoyado por la fundación de Peter Thiel caridad, fundación de Sergey Brin, y Anne Wojcicki. Premio Nobel de la Paz Aung San Suu Kyi, en su primer viaje a los Estados Unidos desde 1971, fue galardonado con el Premio Havel Václav para Creative Dissent. Suu Kyi discutió los motivos detrás de violaciones de derechos humanos y dijo que no se pueden abordar a menos que "sabemos lo que se puede hacer para evitar que" la gente de deshumanizante unos a los otros. El Foro trajo la atención sobre una serie de cuestiones de derechos humanos, y otra asistentes incluyeron Manal al-Sharif, una mujer saudí que desafió la prohibición de su país en las mujeres de conducción mediante la coordinación de una protesta "Women2Drive" a través de YouTube, y el portavoz de la banda de punk ruso encarcelado Pussy Riot.

### Foro de Miami
En noviembre de 2014, el Oslo Freedom Forum organizaria una sesión en la conferencia Sime MIA en Miami. La conferencia contó con el presidente de HRF, Thor Halvorssen, dibujante jordano Suleiman Bakhit, y los refugiados de Corea del Norte Yeonmi Park.

## Centro para el Derecho y la Democracia

### La responsabilidad de proteger
En noviembre de 2011, la HRF anunció la publicación de La responsabilidad de proteger: La promesa de detener las Atrocidades Masivas en nuestro tiempo, publicado por la Oxford University Press y co-patrocinado por la HRF-CLD. Precedido por la HRF el entonces presidente Václav Havel y el premio Nobel Arzobispo Desmond Tutu, La Responsabilidad de Proteger es una colección de artículos por los estudiosos, diplomáticos y activistas de derechos humanos.

### Crisis hondureña
Tras el golpe de Estado de Honduras del 2009 que depuso al presidente Manuel Zelaya, la HRF pidió a todos los Estados Miembros de la Organización de los Estados Americanos a que se adhieran a la Carta Democrática Interamericana. HRF también abogó por la suspensión del gobierno que derrocó al presidente Zelaya. Presidente de HRF Armando Valladares renunció el 2 de julio de 2009, en respuesta a la posición de la HRF en el golpe de Estado de Honduras. El nuevo presidente de la organización era poeta y expresidente checo Václav Havel.
En noviembre de 2009, la HRF publicó un informe titulado "Los hechos y el derecho detrás de la crisis democrática en Honduras 2009", en el que concluyó que la Organización de los Estados Americanos había actuado correctamente en la activación de la Carta Democrática Interamericana, y de forma incorrecta en su acciones diplomáticas para revertir el golpe de Estado militar. El informe también concluye que la OEA se comportó como un agente de Zelaya antes del golpe de Estado y que Zelaya había ido erosionando la democracia hondureña.

### Libertad de expresión
"Hablando Libremente" es un proyecto de investigación jurídico comparativo de la HRF-Centro para el Derecho y la Democracia, que busca informar mejor a los tomadores de decisiones de todo el mundo y el público mundial sobre el valor de un estándar de la libertad de expresión de alto. Según el sitio web de la HRF, "El proyecto de investigación será primero rastrear los orígenes antiguos de los delitos de "incitación" y "la difamación de funcionarios públicos", su evolución en la Edad Media, y su adopción como las disposiciones legales por las naciones europeas y sus antiguas colonias. A continuación, el proyecto estudiará la evolución de la norma la libertad de expresión de la Primera Enmienda de Estados Unidos y las razones detrás de él, mientras que trazar el mal uso generalizado de incitación y leyes oficiales de difamación por los gobiernos democráticos y no democráticos en todo el mundo.

## Percepción pública
El escritor de Los Angeles Times Patrick Goldstein se refiere a la organización como "respetada", mientras que la HRF –junto con Human Rights Watch, Freedom House, y otros grupos de derechos humanos– han sido llamadas una CIA por Jean Guy Allard que escribe para Granma, el órgano oficial del Partido Comunista de Cuba.
La escritura como presidente de la HRF en la americana revista conservadora National Review, Thor Halvorssen participó en el junta NR sobre la muerte del dictador chileno Augusto Pinochet, y fue célebre por ser el único de los seis analistas para condenar a Pinochet de forma inequívoca, escribiendo: "Augusto Pinochet tomo el control total de Chile por la fuerza. Cerró el Parlamento, sofocado la vida política, prohibió los sindicatos e hizo de Chile su sultanato. Su gobierno hizo desaparecer a 3.000 opositores, detuvo a 30.000 (torturando a miles de ellos), y controló el país hasta 1990."
Después de una carta pública en la página web de la HRF criticando el gobierno de Bolivia por presuntas violaciones de derechos humanos y nombrando específicamente al ministro de Gobierno Sacha Sergio Llorenti Solís por haber manipulado e ignorado debido proceso, el Ministro se refirió a la HRF como "de derecha". El presidente honary de su capítulo boliviano es un expresidente boliviano interino que había sido derrocado, de la oficina, un golpe militar de derecha.

## Enlaces
- Human Rights Foundation website
- Human Rights Foundation Bolivia Blog

- Datos: Q975463
- Multimedia: Human Rights Foundation / Q975463